# هیروبومی ۱۱۰۷۴۳
سیارک ۱۱۰۷۴۳ (به انگلیسی: 110743 Hirobumi، نامگذاری:2001UQ1) صد و ده هزار و هفتصد و چهل و سومین سیارک کشف شده‌است که در ۱۸ اکتبر ۲۰۰۱ کشف شد.